# Museu de Polícia Militar do Estado de São Paulo
O Museu de Polícia Militar do Estado de São Paulo (MPM) é a instituição museológica responsável pela conservação, estudo e exposição do patrimônio material referente à história e à memória da Polícia Militar do Estado de São Paulo (PMESP) e das corporações que a precederam. Foi fundado em 11 de agosto de 1958 como museu histórico e pedagógico pelo professor Vinício Stein Campos, e encontra-se vinculado à Secretaria de Segurança Pública do Estado de São Paulo desde 1976. Localiza-se no distrito do Bom Retiro, na capital paulista, na antiga sede do Hospital Militar da Força Pública, edifício projetado por Ramos de Azevedo em 1896.
O museu conserva um acervo composto por aproximadamente 10 000 peças, destacando-se as coleções de indumentária, distintivos, armas, medalhas, mobiliário, viaturas e materiais de campanha, além de um conjunto de objetos relativos à Revolução Constitucionalista de 1932. Mantém uma biblioteca com aproximadamente 8 000 títulos e o Arquivo Histórico do Museu de Polícia Militar, ambos disponíveis para consulta por interessados em geral.

## História

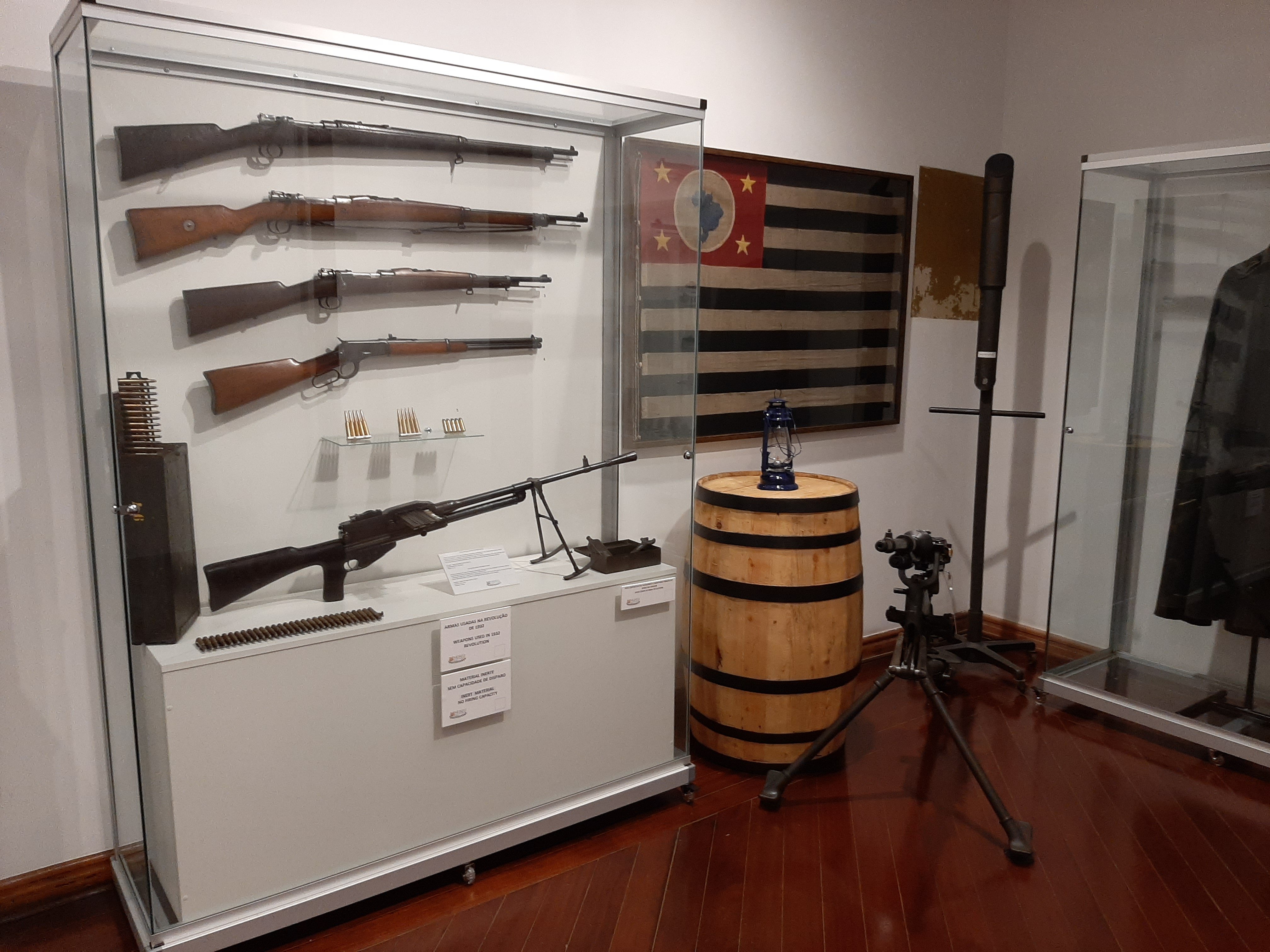
Sala de exposição permanente do museu.

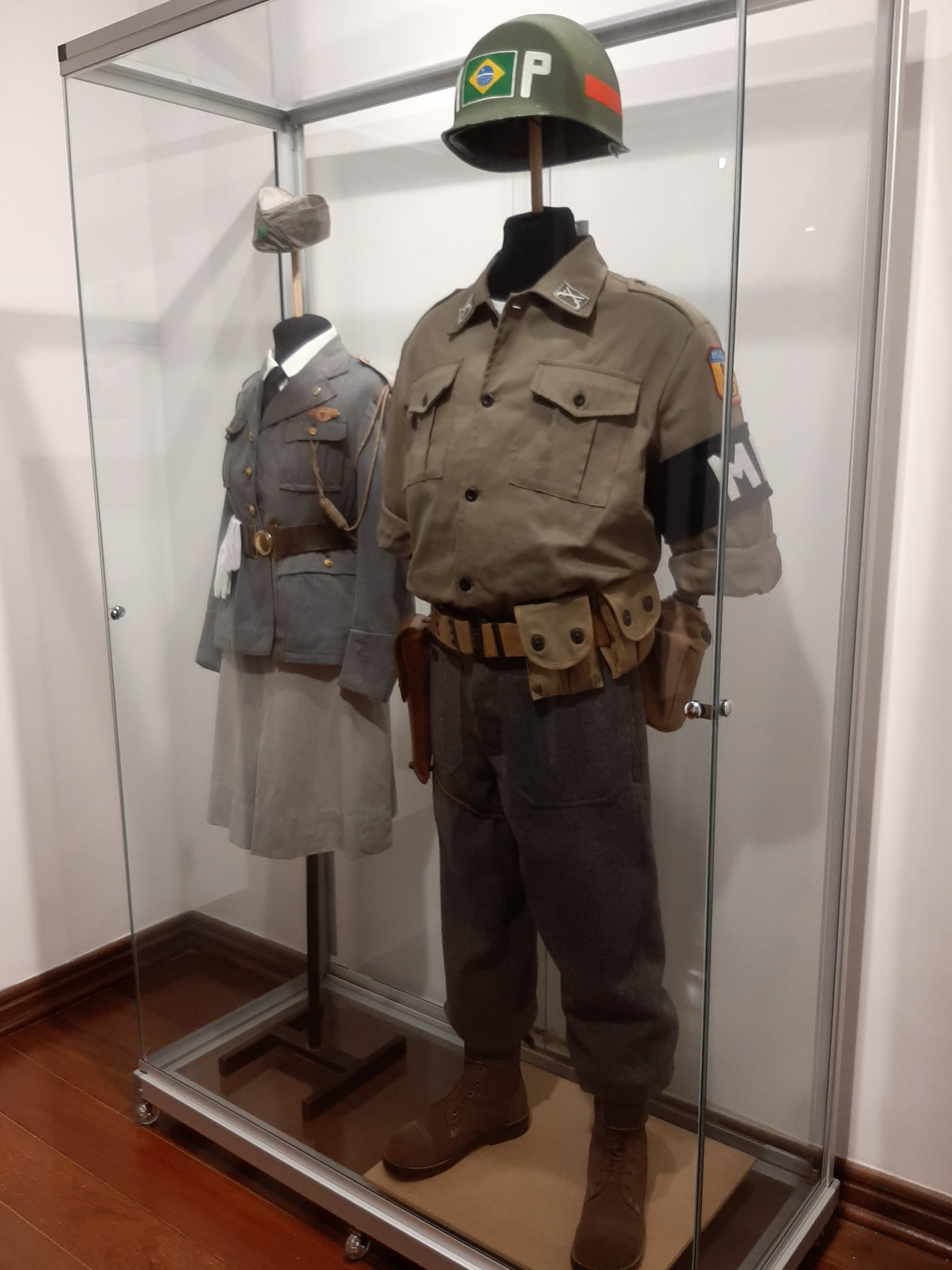
Mostruário exibindo os uniformes alusivos à participação das forças policiais paulistas na II Guerra Mundial.

O Museu de Polícia Militar do Estado de São Paulo foi criado em 11 de agosto de 1958 pela Secretaria Estadual de Educação, durante o governo de Jânio Quadros, através do Decreto Estadual nº. 33.392, convalidado pela Lei Estadual nº. 7.872 de 3 de abril de 1963. A instituição, idealizada pelo professor Vinício Stein Campos, diretor do Serviço de Museus Históricos, era então denominada "Museu Militar de São Paulo" e encontrava-se subordinada à Secretaria Estadual de Educação. Tinha por objetivo a preservação da memória da Força Pública e das Forças Armadas na história de São Paulo. Em 27 de abril de 1976, durante a gestão de Paulo Egydio Martins, o museu foi transferido para a Secretaria de Segurança Pública, subordinando-se diretamente à Polícia Militar do Estado de São Paulo.
Por ocasião da transferência, elaborou-se um novo projeto museológico para a instituição, que passou a ter como objetivo reunir, conservar, catalogar e expor o material histórico relativo às polícias militares do Brasil e, em especial, à Polícia Militar paulista e às corporações que a precederam, como a Força Pública do Estado e a Guarda Civil de São Paulo, bem como outras corporações extintas, como a Polícia Marítima e Aérea, a Polícia Feminina, a Guarda Noturna e a Polícia Especial. Em 25 de julho de 1994, o museu ganhou sua denominação atual e teve suas finalidades redefinidas.
São atividades inerentes aos objetivos do museu a realização de exposições didáticas do acervo, a promoção de cursos, palestras, simpósios e outros eventos culturais relacionados à história das corporações militares e policiais brasileiras. O museu mantém intercâmbio com instituições congêneres e peças do acervo já foram cedidas para exposições temporárias no Museu Histórico Pedagógico Voluntários da Pátria de Araraquara (mostra Revolução Constitucionalista de 1932) e no Museu do Ipiranga, na capital paulista (mostras Tirando o Quepe; A Cidade que Virou o Século: São Paulo 1870/1918, A Missão Francesa na Força Pública de São Paulo de 1906).
As atividades culturais e educativas incluem visitas monitoradas a museólogos, professores, estudantes e visitantes da terceira idade e participação institucional em palestras de profissionais de museologia. O atual diretor do museu é o Coronel PM Galdino Vieira da Silva Neto, especialista em museologia, que assumiu o cargo em 2016.
O museu esteve fechado para reformas e foi reinaugurado em 24 de fevereiro de 2017.

## Edifício

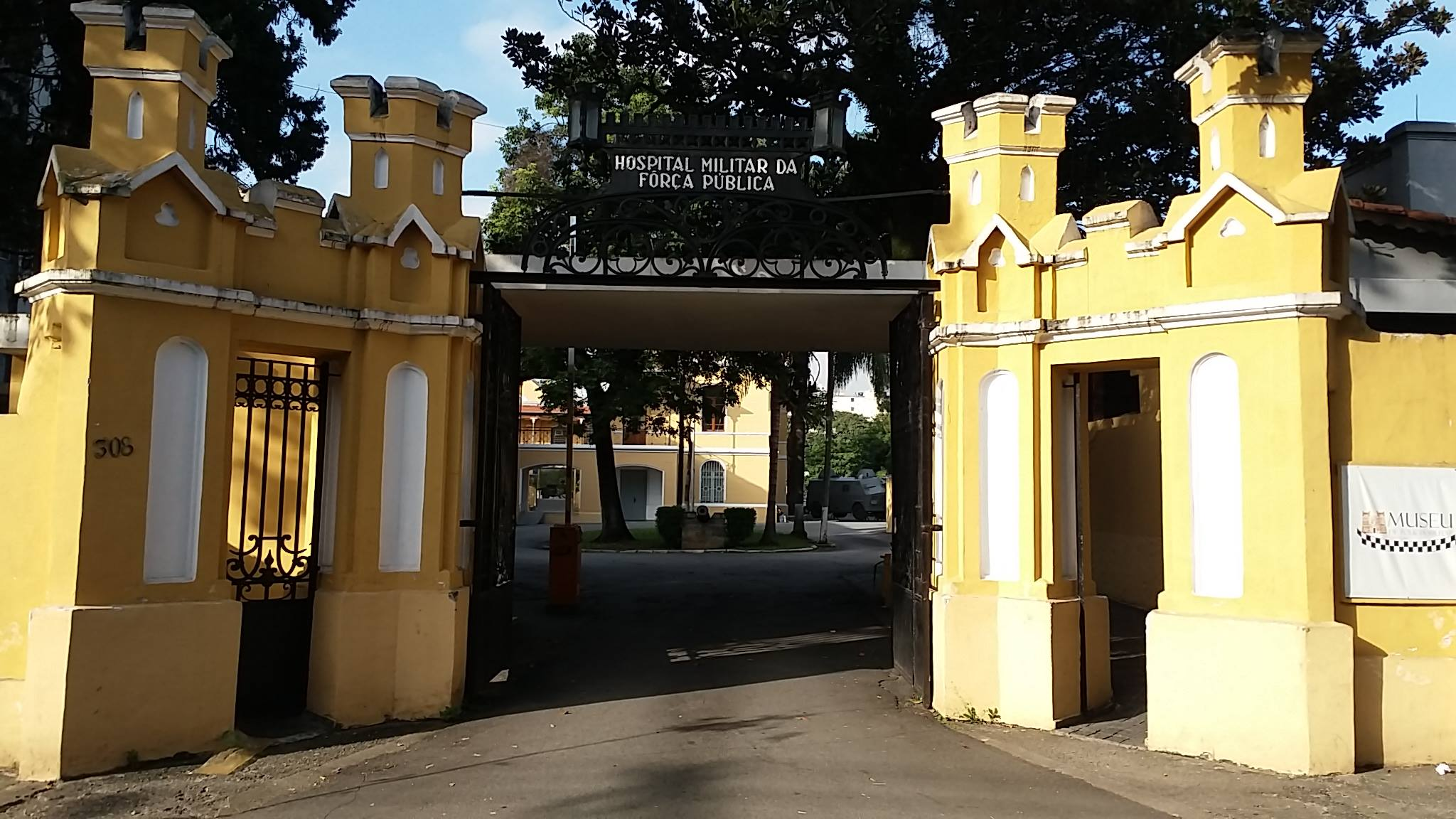
Entrada do Museu ainda preservando a identificação de "Hospital Militar da Força Pública".

O museu está instalado em um pequeno edifício de 478,96 metros quadrados, projetado por Ramos de Azevedo em 1896 para abrigar o extinto Hospital Militar da Força Pública. Esta construção está inserida em um complexo de edifícios militares erguidos no bairro da Luz, aglutinadas ao redor do antigo Quartel dos Permanentes, atual sede do 1º Batalhão de Policiamento de Choque (conhecido como "Batalhão Tobias de Aguiar"), também projetado por Ramos de Azevedo e construído entre 1887 e 1892. Por limitação do espaço, apenas uma pequena parcela do acervo (aproximadamente 4%) pode ser vista em exposições permanentes.
A edificação ainda preserva muitas de suas características originais. Projetado em estilo eclético, com claras reminiscências de tipologias da arquitetura militar, a edificação é dotada de amplas janelas e portas em pinho-de-riga, pé-direito de mais de 4,5 metros, escadaria em mármore de Carrara, vitrais franceses e ladrilhos hidráulicos portugueses. As salas de exposição ocupam 105,2 m2 e a biblioteca 91,52 m2. O restante do espaço é ocupado pela reserva técnica e áreas administrativas. O museu também conta com um galpão de 668,62 m2, onde são armazenados os objetos de grande porte do acervo e a maior parte da coleção de viaturas.

## Coleções

### Acervo museológico

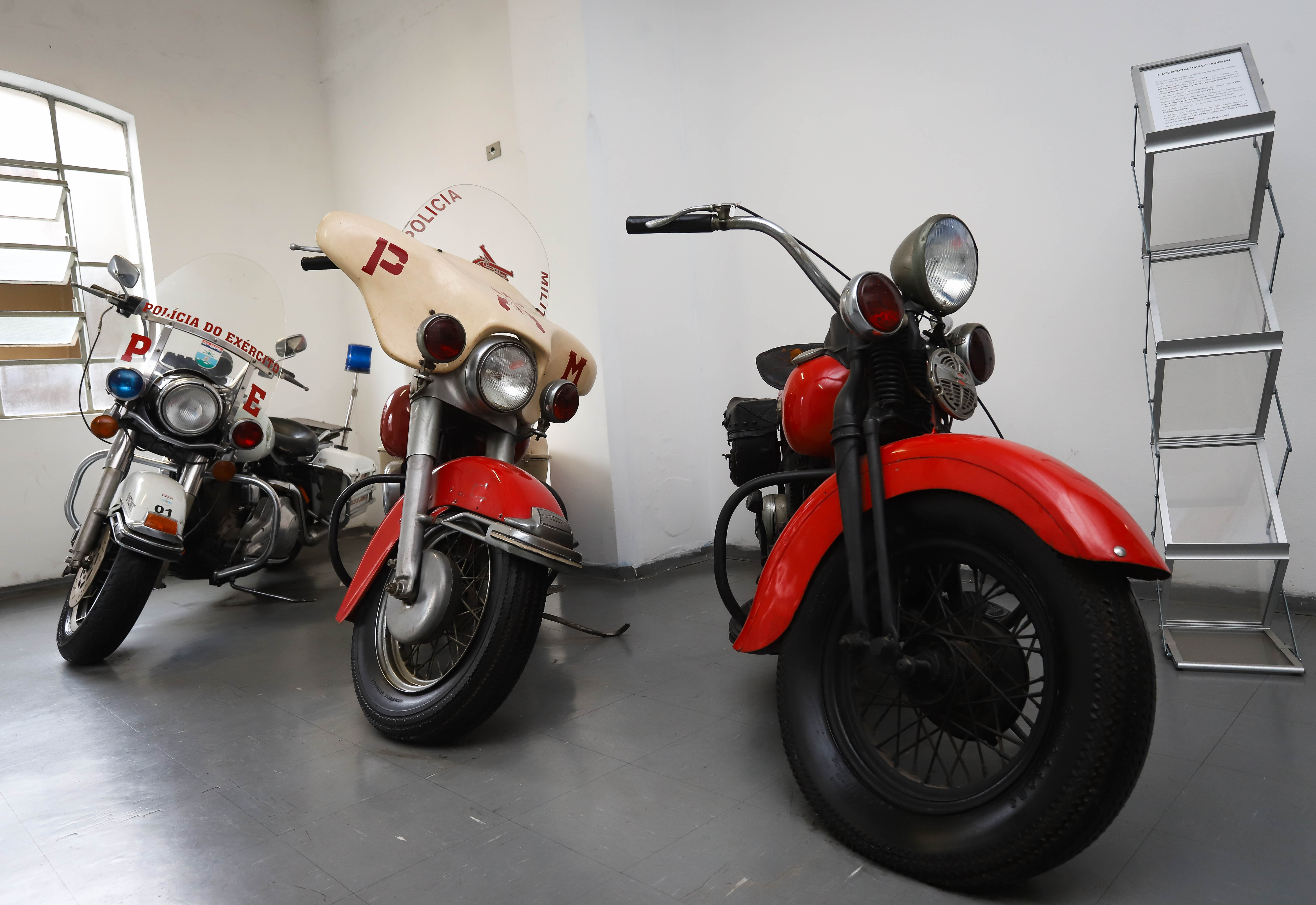
Ao centro uma motocicleta Harley-Davidson, com motor de 1200 cilindradas, fabricada em 1969 nos Estados Unidos. Utilizada pelo Pelotão de Escoltas da Polícia Militar de São Paulo.

O acervo museológico do museu é composto por aproximadamente 10 000 peças, de naturezas, época e funções variadas. Foi formado através de doações, permutas e transferências de outros museus. A coleta sistemática de bens ocorreu a partir de 1976, sendo raros os itens coletados anteriormente. É composto por objetos relacionados à Polícia Militar do Estado de São Paulo e às corporações que a precederam, a corporações extintas e instituições de outros estados do Brasil e de outros países. O acervo inclui amplas coleções de uniformes, coberturas e acessórios (bonés, capacetes, gorros, calçados, distintivos, dragonas, platinas, etc.) armaria (armas brancas e de fogo), medalhística, condecorações, insígnias de comando, mobiliário, bandeias, flâmulas, estandartes, troféus esportivos, materiais de campanha, equipamentos de comunicação e de operações de guerra, mapas, fotografias, documentos históricos, etc. Destacam-se as coleções de objetos referente à Revolução Constitucionalista de 1932 e a de viaturas, incluindo as de tração animal.

### Biblioteca

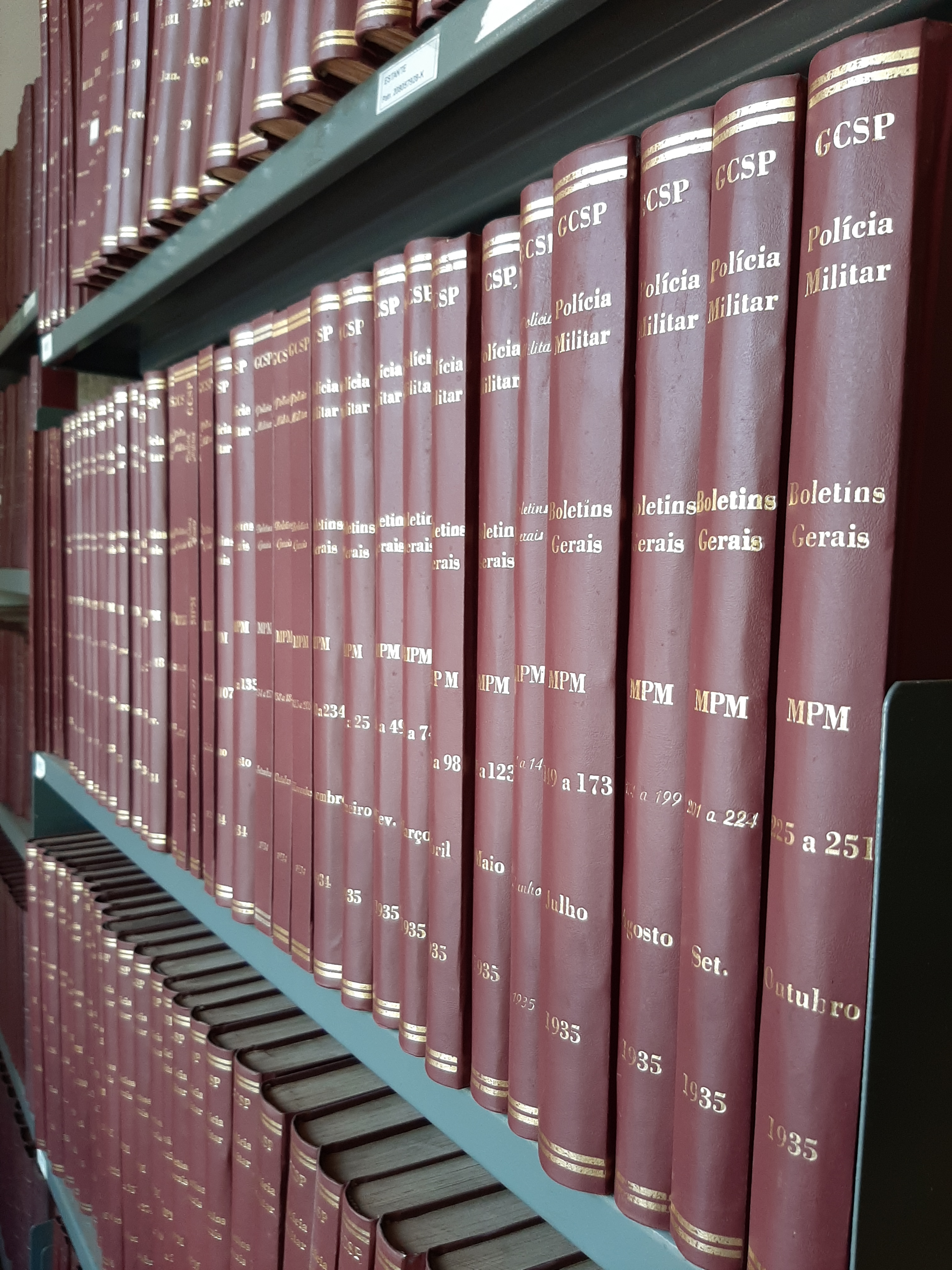
Detalhe da Biblioteca do Museu de Polícia Militar de São Paulo.

A biblioteca do museu é especializada em história universal, do Brasil, de São Paulo e da Polícia Militar, com predomínio de temas concernentes à historiografia de corporações policiais, forças armadas, guerras e revoluções, além de literatura técnica policial e militar e literatura técnica de apoio às atividades museológicas. Também conserva dissertações e monografias acadêmicas relacionadas aos temas supracitados. Reúne aproximadamente 8 000 títulos. A coleção de periódicos é composta por cerca de 12 000 exemplares, de publicações correntes ou extintas, além de publicações de corporações militares de todo o Brasil e das coleções completas dos Boletins Gerais da Força Pública, da Guarda Civil e da atual Polícia Militar. Conserva ainda um acervo de aproximadamente 30 000 fotografias, 20 000 negativos e 20 000 diapositivos.

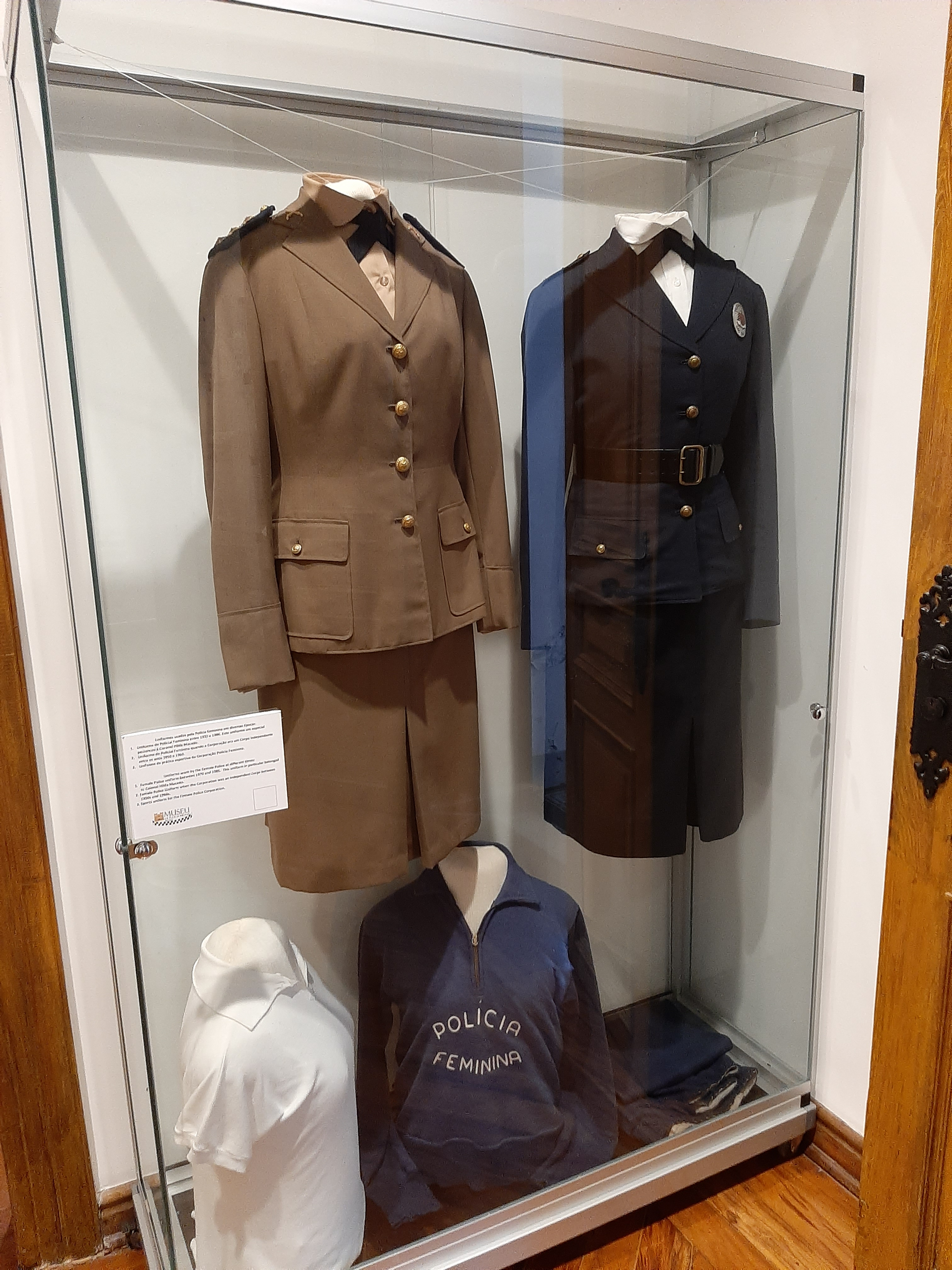
Parte da Exposição sobre a Polícia Feminina de São Paulo, corporação independente existente entre 1956 e 1966.

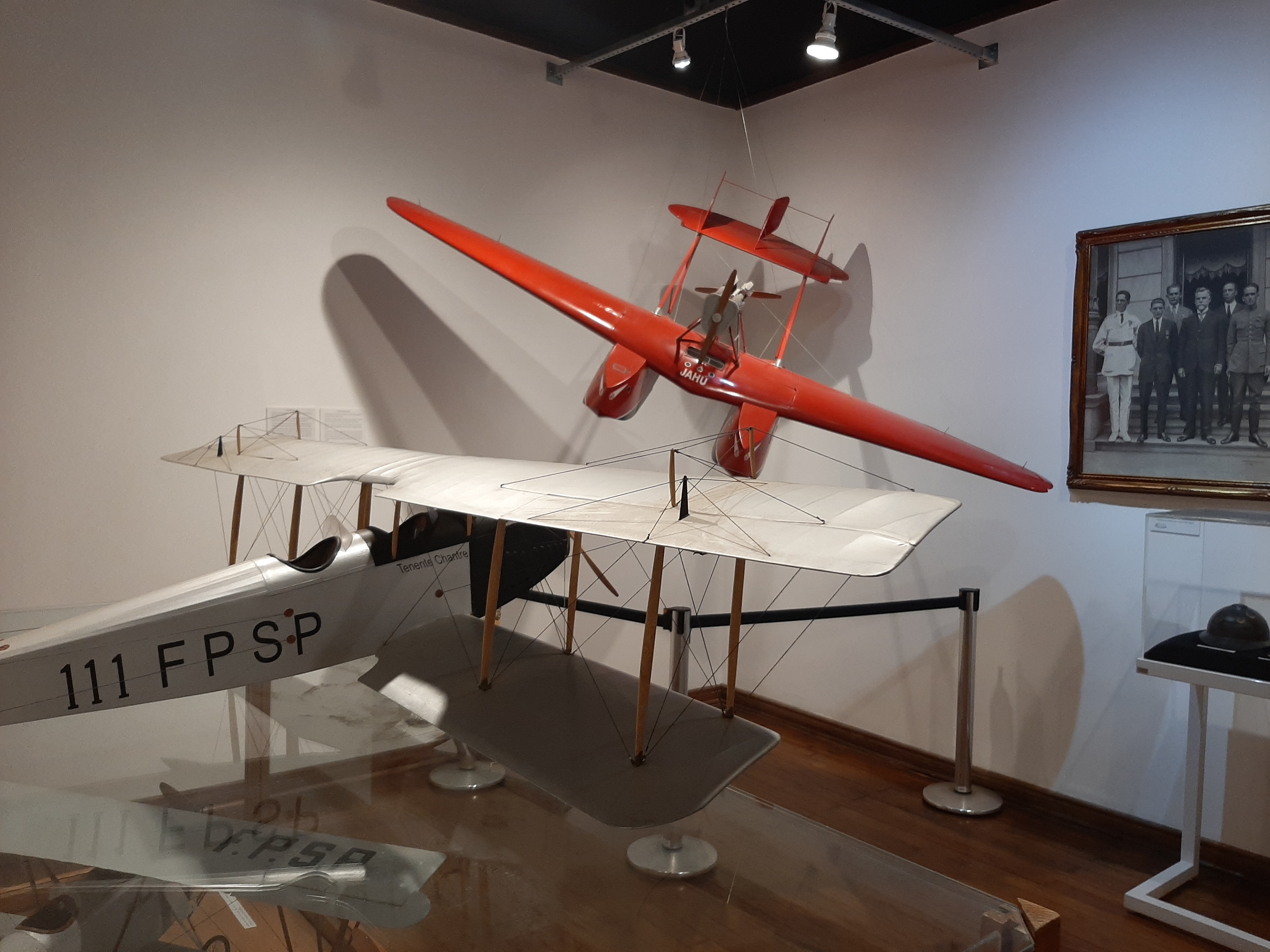
Exposição da aviação histórica do Estado de São Paulo.

### Arquivo Histórico do Museu de Polícia Militar
O Arquivo Histórico do Museu de Polícia Militar é composto por diversos fundos arquivísticos relacionados à história da Polícia Militar e documentos pessoais (cartas, manuscritos, declarações, atestados, certidões, testamentos, etc.) de personalidades militares, totalizando 1.864 metros lineares de documentação. Destacam-se, entre outros, os documentos relativos aos períodos colonial e imperial, os manuais da Missão Francesa na Força Pública e os documentos das revoluções de 1924, 1930 e 1932.